# The Merry Dwarfs
The Merry Dwarfs (bra: Os Anões Felizes) é um curta-metragem de animação produzido nos Estados Unidos, dirigido por Walt Disney e lançado em 1929.